# Oscar del calcio AIC 2005

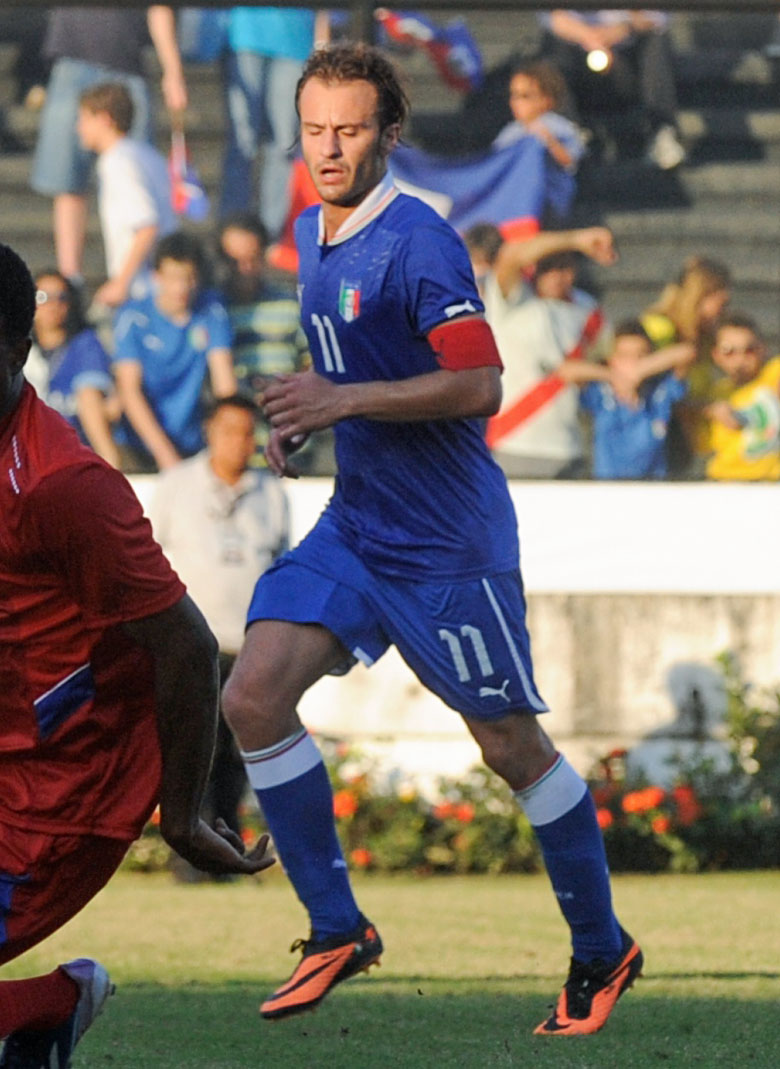
L'italiano Alberto Gilardino, migliore calciatore assoluto agli Oscar del calcio AIC 2005.

L’Oscar del calcio AIC 2005 fu la nona edizione dell'Oscar del calcio AIC, la manifestazione in cui vengono premiati i protagonisti del calcio italiano dall'Associazione Italiana Calciatori.

## Vincitori
Di seguito sono riportate tutte le nomination dei vari oscar assegnati:

### Migliore calciatore italiano
| Piazzamento | Giocatore         | Squadra |
| ----------- | ----------------- | ------- |
| Vincitore   | Alberto Gilardino | Parma   |
| Nomination  | Paolo Maldini     | Milan   |
| Nomination  | Francesco Totti   | Roma    |

### Migliore calciatore straniero
| Piazzamento | Giocatore          | Nazionalità | Squadra  |
| ----------- | ------------------ | ----------- | -------- |
| Vincitore   | Zlatan Ibrahimović | Svezia      | Juventus |
| Nomination  | Adriano            | Brasile     | Inter    |
| Nomination  | Kaká               | Brasile     | Milan    |

### Migliore portiere
| Piazzamento | Giocatore         | Nazionalità | Squadra  |
| ----------- | ----------------- | ----------- | -------- |
| Vincitore   | Gianluigi Buffon  | Italia      | Juventus |
| Nomination  | Dida              | Brasile     | Milan    |
| Nomination  | Morgan De Sanctis | Italia      | Udinese  |

### Migliore difensore
| Piazzamento | Giocatore        | Nazionalità | Squadra  |
| ----------- | ---------------- | ----------- | -------- |
| Vincitore   | Fabio Cannavaro  | Italia      | Juventus |
| Nomination  | Paolo Maldini    | Italia      | Milan    |
| Nomination  | Alessandro Nesta | Italia      | Milan    |

### Migliore calciatore giovane
| Piazzamento | Giocatore         | Squadra    |
| ----------- | ----------------- | ---------- |
| Vincitore   | Giampaolo Pazzini | Fiorentina |
| Nomination  | Obafemi Martins   | Inter      |
| Nomination  | Mirko Vučinić     | Lecce      |

### Migliore allenatore
| Piazzamento | Allenatore        | Squadra  |
| ----------- | ----------------- | -------- |
| Vincitore   | Fabio Capello     | Juventus |
| Nomination  | Carlo Ancelotti   | Milan    |
| Nomination  | Luciano Spalletti | Udinese  |

### Migliore calciatore assoluto
| Piazzamento | Giocatore         | Nazionalità | Squadra |
| ----------- | ----------------- | ----------- | ------- |
| Vincitore   | Alberto Gilardino | Italia      | Parma   |

### Migliore arbitro
| Piazzamento | Arbitro            |
| ----------- | ------------------ |
| Vincitore   | Pierluigi Collina  |
| Nomination  | Gianluca Paparesta |
| Nomination  | Roberto Rosetti    |

### Miglior gol
| Piazzamento | Giocatore       | Squadra | Partita                   |
| ----------- | --------------- | ------- | ------------------------- |
| Vincitore   | Francesco Totti | Roma    | Inter - Roma (26/10/2005) |